# دیوشناسی

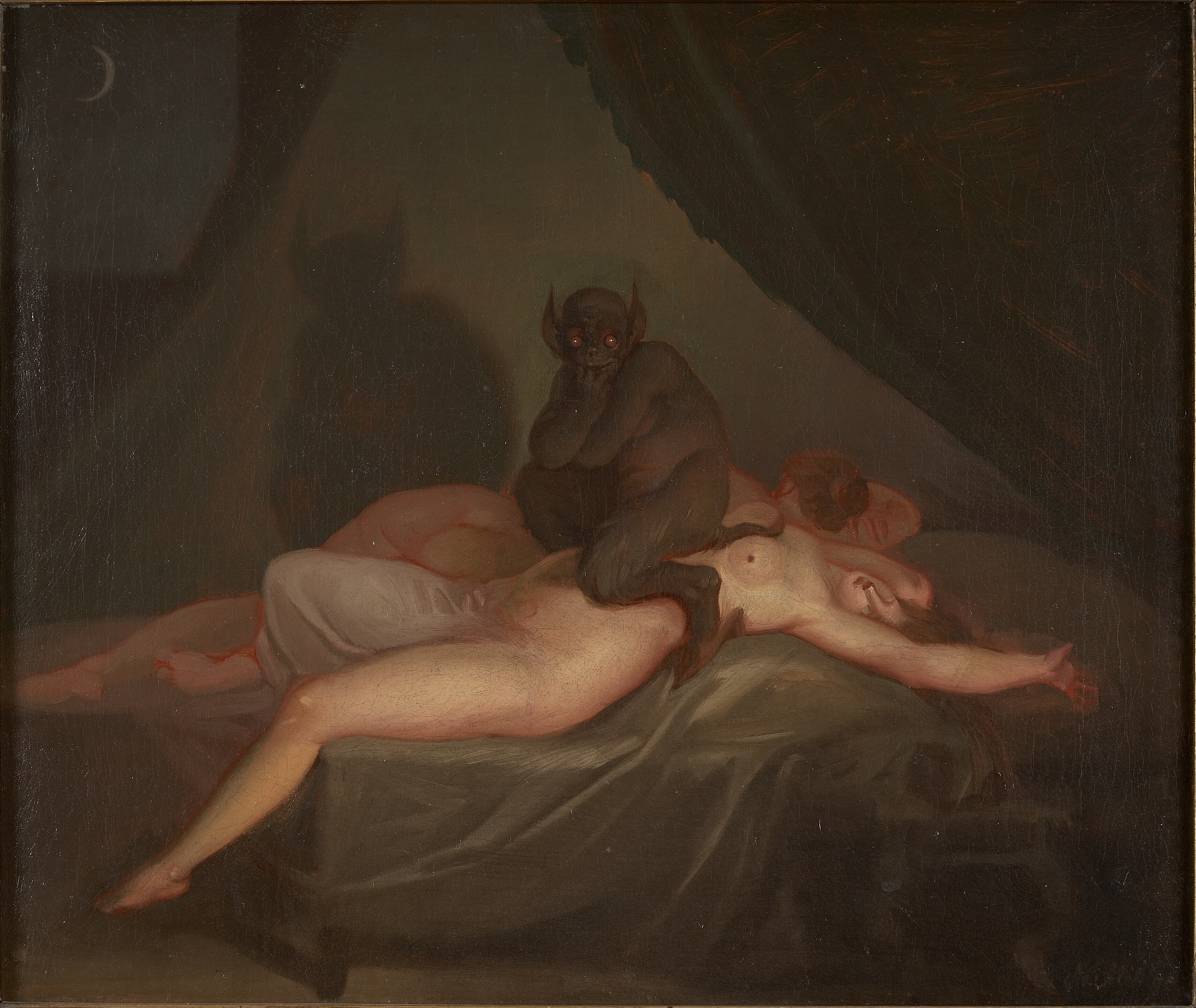
کابوس (1800) اثر نیکولای آبراهام ابیلدگارد

دیوشناسی (به انگلیسی: Demonology) مطالعه نظام‌مند درباره دیو‌ها و عقاید مرتبط با آنها است. دیوشناسی شاخه‌ای از الهیات مربوط به موجودات فراطبیعی است که خدا نیستند.